# Pholidoscelis atratus
Pholidoscelis atratus (редондська амейва) — вид ящірок родини теїдових (Teiidae). Ендемік Антигуа і Барбуди.

## Поширення і екологія
Редондські амейви є ендеміками невеликого, безлюдного острова Редонда, розташованого на захід від Антигуа. Вони живуть на кам'янистих пляжах та в заростях опунції в центральній частині острова. Живляться безхребетними, падлом, яйцями, можливо, також плодами.

## Збереження
МСОП класифікує цей вид як такий, що перебуває на межі зникнення. Pholidoscelis atratus загрожує знищення природного середовища, пов'язане з перевипасом інвазивних кіз, а також хижацтво з боку інвазивних щурів.